# Joelija Belohlazova

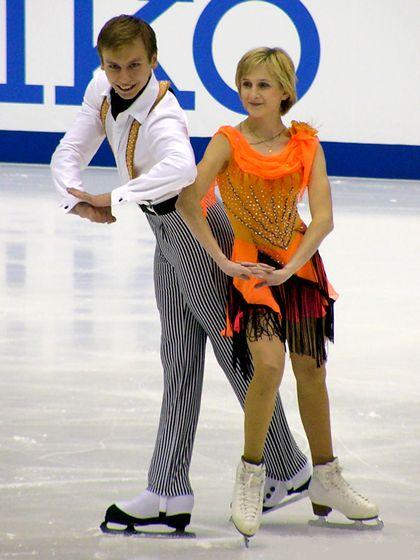
Andrej Bech en Joelia Belohlazova in 2004

Joelia Belohlazova, vaak gespeld als Julia Beloglazova (Oekraïens: Юлія Бєлоглазова) (Kiev, 28 december 1987) is een Oekraïense kunstschaatsster.
Belohlazova is actief in het paarrijden en haar vaste sportpartner is Andrej Bech en zij worden gecoacht door Dmitri Sjkidtsjenko. In het verleden schaatste zij onder andere met Aleksej Sjoegin. Belohlazova en Bech schaatsen samen sinds 2001.
| records             | punten | datum      | toernooi        |
| ------------------- | ------ | ---------- | --------------- |
| Hoogste totaalscore | 124.60 | 05-11-2004 | NHK Trophy 2004 |
| Hoogste korte kür   | 43.85  | 11-02-2006 | OS 2006         |
| Hoogste lange kür   | 82.54  | 05-11-2004 | NHK Trophy 2004 |

## Belangrijke resultaten
| Kampioenschap           | 2001 | 2002   | 2003  | 2004   | 2005   | 2006 | 2007 | 2008 |
| ----------------------- | ---- | ------ | ----- | ------ | ------ | ---- | ---- | ---- |
| Olympische Spelen       |      |        |       |        |        | 18e  |      |      |
| Wereldkampioenschap     |      |        |       |        |        | 19e  |      |      |
| Europees Kampioenschap  |      |        |       | 9e     | 9e     | 10e  |      |      |
| Nationaal Kampioenschap |      |        | Brons | Zilver | Zilver | Goud | Goud |      |
| WK junioren             |      | 8e     | 12e   | 7e     |        |      |      |      |
| NK junioren             | 4e   | Zilver |       |        |        |      |      |      |